# Never Give It Up
Never Give It Up – czternasty album studyjny Michaela Rose’a, jamajskiego wykonawcy muzyki reggae.
Płyta została wydana w roku 2001 przez amerykańską wytwórnię Heartbeat Records. Nagrania zostały zarejestrowane w studiach Chain Gang oraz South End w Miami. Ich produkcją zajął się sam wokalista we współpracy z Chrisem Wilsonem. Podkład muzyczny w postaci elektronicznych riddimów zapewnili Karl Pitterson i Doctor Paul. Chórki zaśpiewali: Ryan Bailey, Jerry Blaive, Michele Gordon oraz Arimenta Jackson.

## Lista utworów
1. "Never Give It Up"
2. "Chant Higher"
3. "Big Ting"
4. "Grandma"
5. "Jailhouse Call"
6. "Strike It Hard"
7. "People Dem Bawling"
8. "Draw The Weed"
9. "Small World"
10. "It's A Party"
11. "Storm Is Coming"
12. "Better To Be Safe"
13. "Musical Rate"